# Gare de La Pobla de Segur
La gare de La Pobla de Segur est une gare ferroviaire espagnole de la ligne de Lérida Pyrénées à La Pobla de Segur située sur le territoire de la commune de La Pobla de Segur, dans la comarque du Pallars Jussà, dans la province de Lérida, en Catalogne.
Elle est mise en service en 1951 par la Red Nacional de los Ferrocarriles Españoles (RENFE). C'est une gare de Ferrocarrils de la Generalitat de Catalunya (FGC), desservie par des trains de la ligne RL2.

## Situation ferroviaire
Établie à 515 mètres d'altitude, la gare de La Pobla de Segur est située au point kilométrique (PK) 89,350 de la ligne de Lérida Pyrénées à La Pobla de Segur, terminus de la ligne elle est précédée par la Salàs de Pallars.

## Histoire
À l’origine, la gare disposait d’installations étendues, en raison de son statut de gare terminale, avec l’intention de prolonger la ligne jusqu’au col de Salau. La gare comptait une voie principale, trois voies secondaires et quatre voies en impasse, une grue hydraulique pour locomotives à vapeur (encore conservée) et une rotonde à locomotives.
Depuis la reconfiguration des voies, elle ne dispose plus que de trois voies : la voie principale (voie 1) et deux voies secondaires, une de chaque côté (voies 2 et 3). Entre les voies 1 et 2, en tant que gare terminus, se trouve un aiguillage pour faciliter les manœuvres des locomotives. Toutes les voies se terminent en impasse. Les installations comprennent également un ancien quai de marchandises réhabilité, deux anciennes grues et un point d’eau restaurés. Le bâtiment original de la gare, de grandes dimensions et à deux étages, se trouve quelques mètres plus au nord et n’est plus utilisé à des fins ferroviaires.

### Genèse
La ligne de Lérida-Pyrénées à La Pobla de Segur était prévue pour être un tronçon de la ligne de Baeza à Saint-Girons "le Transpyrénéen central", elle devait faire 850 km de long et passait par Albacete, Utiel, Teruel, Alcañiz et Lérida. Pour la partie espagnole, il était prévu d’utiliser la ligne Lérida - Balaguer, inaugurée le 3 février 1924. Les travaux, qui avançaient lentement, étaient pris en charge par l’État, mais l’exploitation revenait à la Compañía de los Caminos de Hierro del Norte de España.
En 1926, sous la dictature de Miguel Primo de Rivera, le Plan Guadalhorce a été approuvé,. Ce plan prévoyait la construction de milliers de kilomètres de lignes ferroviaires , afin de desservir des zones restées à l’écart du réseau construit au XIXe siècle. Ce plan incluait notamment la ligne de Baeza à Saint-Girons, dont la construction commença entre 1926 et 1928. L’arrivée de la Seconde République espagnole entraîna une révision et un arrêt de ces projets. La Guerre civile qui suivit empêcha l’achèvement des grands travaux publics par manque de moyens.

### RENFE
En 1941, avec la nationalisation du réseau ferroviaire, la ligne passa sous la gestion de la RENFE.
Le chemin de fer n’atteignit La Pobla de Segur que le 13 novembre 1951, avec l’ouverture du tronçon entre Tremp (desservie depuis l’année précédente) et La Pobla,,.
En 1962, sur recommandation de la Banque mondiale, l’État espagnol décida de stopper la construction de nouvelles lignes et de concentrer l’amélioration des infrastructures existantes. Cela mit fin au projet de ligne entre Baeza et Saint-Girons :
- au sud, le tronçon très avancé entre Baeza et Utiel fut abandonné
- au nord, la connexion avec la France fut écartée

La ligne, qui devait traverser le cœur des Pyrénées, s’est donc arrêtée en cul-de-sac à La Pobla de Segur dès 1951, malgré les préparatifs pour la prolonger jusqu’à Sort.
Le 1er janvier 1985, la fermeture de la ligne fut envisagée, mais un accord avec la Généralité de Catalogne permit de la maintenir en service.
En 2004, la configuration de la gare fut modifiée à cause de la construction du complexe touristique Ciudad de Vacaciones. Cela réduisit le nombre de voies et les trains ne vont désormais plus jusqu’à l’ancien bâtiment voyageurs.

### FGC
Le 1er janvier 2005, la Généralité de Catalogne devint propriétaire de la ligne et en confia l’exploitation à FGC,, même si Renfe Operadora continua de l’exploiter en partie jusqu’au 25 juillet 2016 (sous le nom de ligne Ca-7). À partir de cette date, FGC assure seule la gestion et l’exploitation, avec de nouveaux trains de la série 331 (es).
Selon le plan territorial de l’Alt Pirineu i Aran, le tronçon entre Balaguer et La Pobla de Segur est considéré comme régional et à usage touristique, « au service d’une population quantitativement modeste, avec une demande de mobilité contrainte très faible ».
En 2011, le Parlement de Catalogne a approuvé l’ouverture des démarches pour prolonger la ligne jusqu’à La Seu d'Urgell. Le tracé futur passerait par le sud du massif de Boumort (es) pour atteindre La Seu d'Urgell, puis Andorre, au lieu de suivre l’ancien tracé prévu le long de Noguera Pallaresa.
En janvier 2021, les travaux d’aménagement du parking de la gare se sont achevés.

## Fréquentation
En 2016, la fréquentation annuelle de la gare s'élevait à 2 000 voyageurs.

## Service des voyageurs

### Accueil
La gare dispose de trois voies et d'un quai (entre les voies 1 et 3, sur lequel se trouve un petit abri.
Elle dispose d'un parking.

### Desserte
Elle est desservie par des trains de la ligne RL2 ainsi que par des trains touristiques sous le nom commercial de Tren dels Llacs.

## Galerie

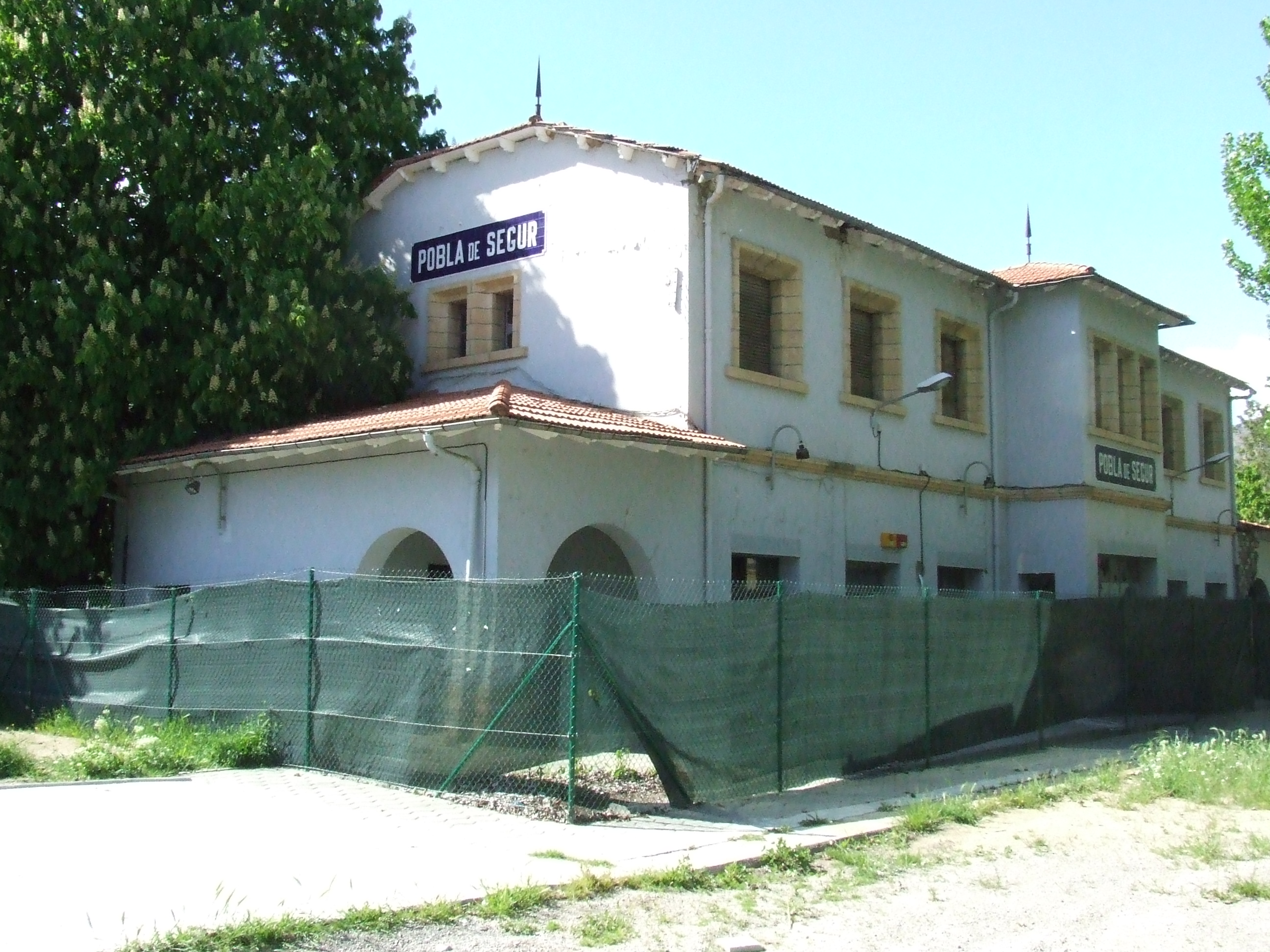
L'ancien bâtiment voyageurs, en cours de rénovation pour créer un centre touristique
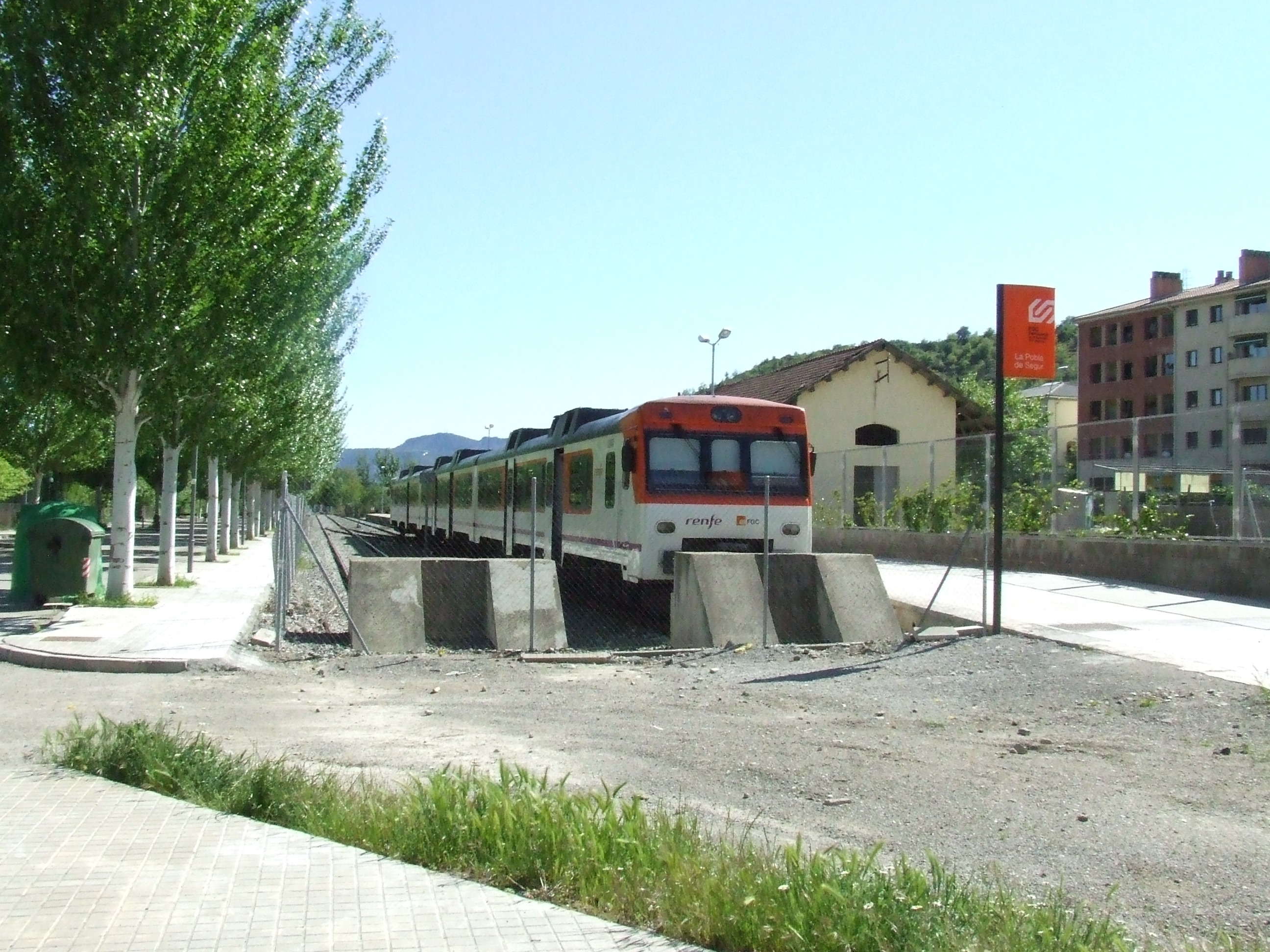
La gare actuelle
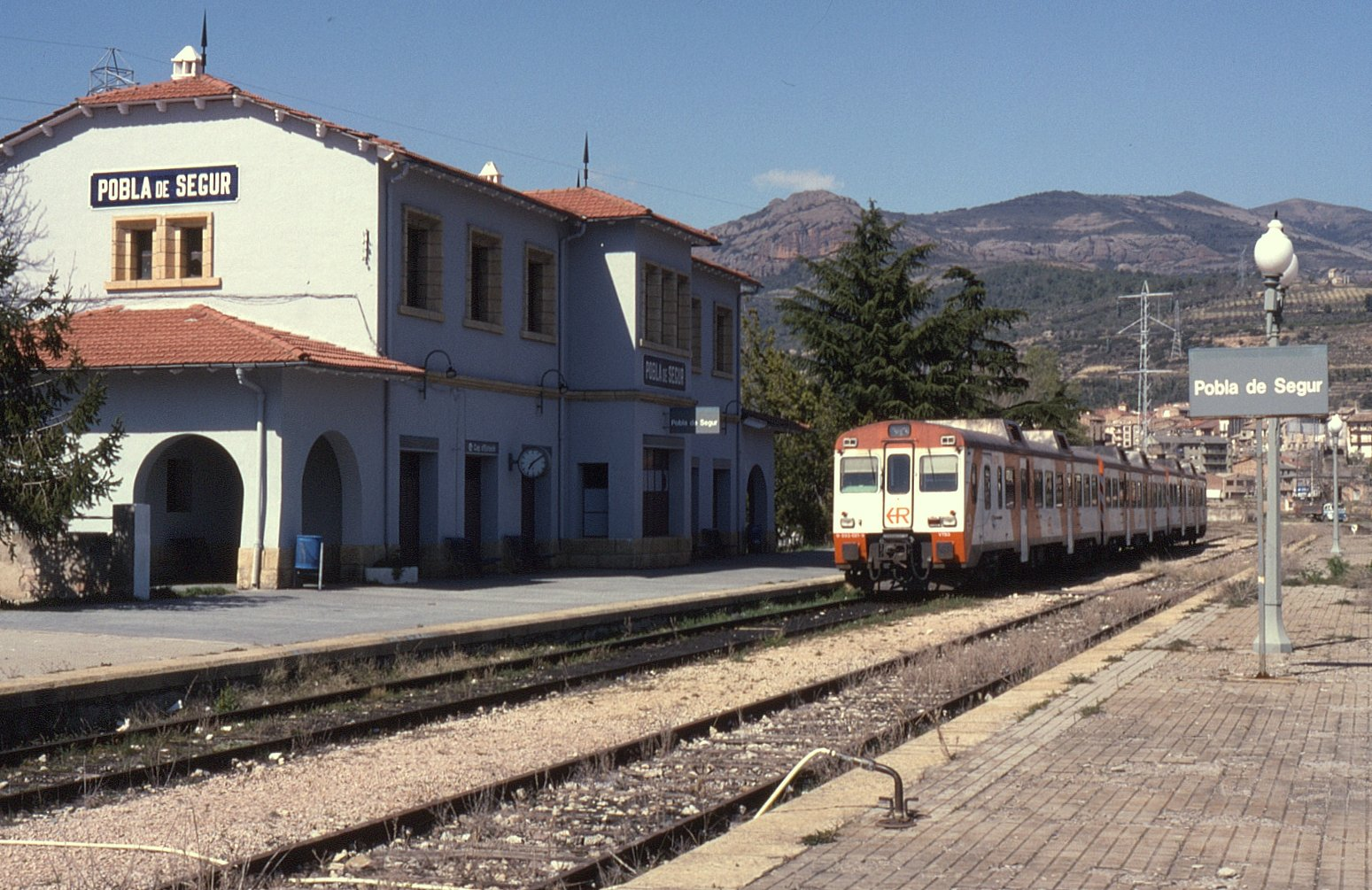
Vue d'un train devant le bâtiment de l'ancienne gare
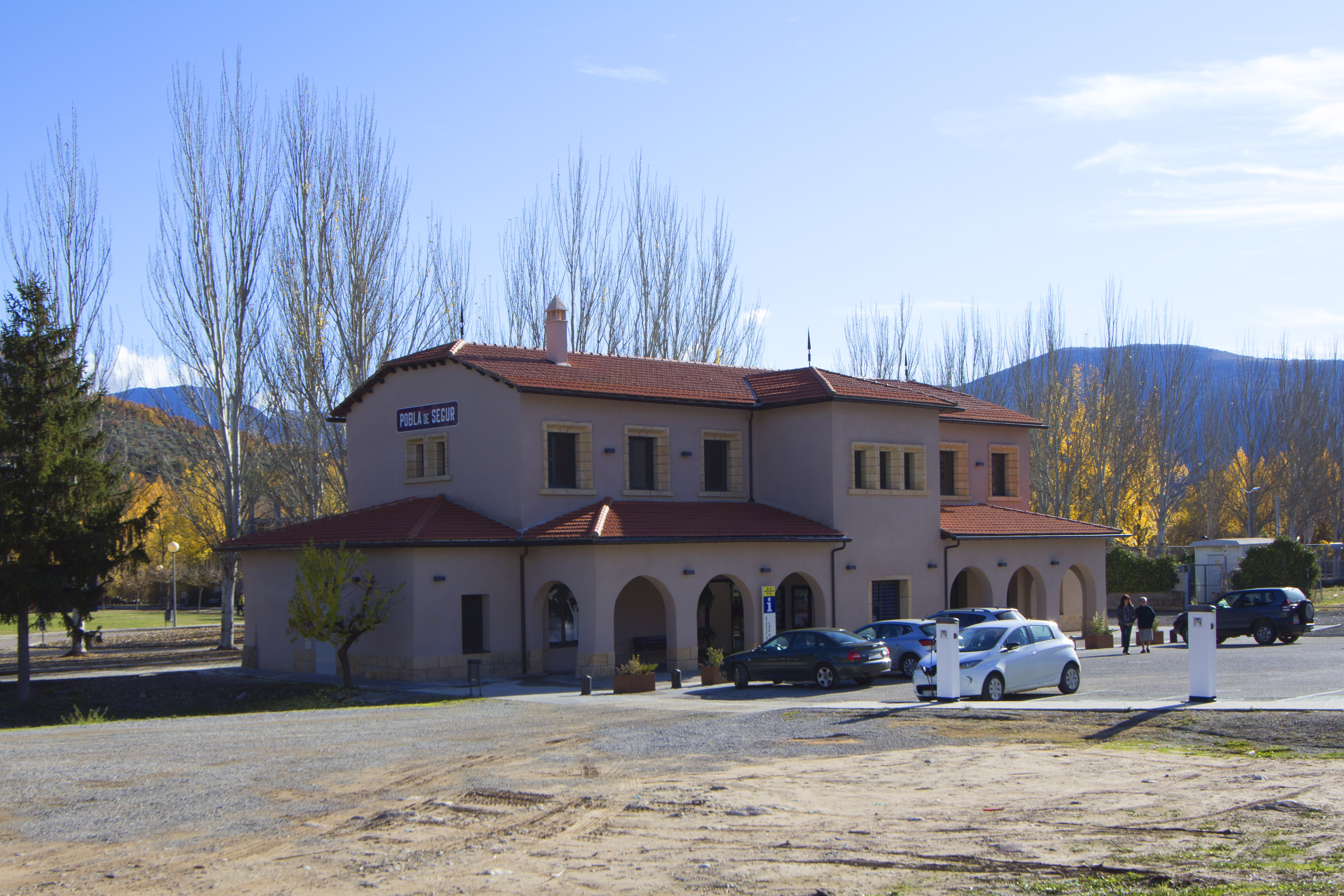
Vue de l'ancienne gare après la rénovation